# Station Kwilcz
Station Kwilcz is een spoorwegstation in de Poolse plaats Kwilcz.